# 碗-one-プロダクション
碗-one-プロダクションは、東京都杉並区にある日本の芸能事務所である。

## 概要
山口磨美が2011年設立。
社名は、一人の個人「one」が一つの「碗」の中に集まり、個性をぶつけ合いながら切磋琢磨して欲しいという願いと、一人ひとりが自分の中に自分なりの「碗」を丹精尽くして作り上げていって欲しいという二つの願いが込められている。

## 所属俳優・女優

### 俳優
- 石田周作
- 稲垣潤一
- 大石重
- 奥野雄太
- 境秀人
- 西垣和哉
- 沼田賢司
- 堀内寛嗣
- 茂木滋
- 遠藤大貴
- 大園了磨
- 野尻雅斗
- 野村友也
- 山本明
- 白倉裕二
- 大城将太
- 服部遥介

### 女優
- 小薗詩歩
- 佐々木彩
- 白鳥晴奈
- 高橋智子
- 田代真奈美
- 永田若葉
- 福嶋愛美
- 松下真子
- 山口真由
- 山口磨美
- 坂口睦
- 重富詩季
- 堀江和花
- 山近三貴
- 荒木明日香
- 谷田藍
- 鈴木暁
- 西原福実
- 平木佐知
- 松﨑紗弥
- 山口晴羅
- 山根百合
- 内田莉紗
- 白川樹
- 鳴美琴子
- 森山明日華
- 米山茜

## 本公演
- 2011年9月6日〜9月11日
第一回公演『アトラベリングサーカス』碗アトリエ
- 2012年9月4日〜9月9日
第二回公演『ARIUS』碗アトリエ
- 2013年8月28日〜9月1日
第三回公演『グリムド』碗アトリエ
- 2014年9月3日〜9月7日
第四回公演『雛鳥家』碗アトリエ
- 2015年10月1日〜10月4日
第五回公演『碗遊記』ザムザ阿佐谷
- 2016年9月28日～10月2日
第六回公演『落日』ザムザ阿佐谷
- 2017年10月11日～10月15日
第七回公演『鮒女』ザムザ阿佐谷
- 2018年9月26日～9月30日
第八回公演『人魚譚』ザムザ阿佐谷
- 2019年9月19日～9月23日
第九回公演『ダラマバード』ザムザ阿佐谷

## 番外公演
- 2015年10月15日〜10月18日
『ホルスの水甕』虹企画ミニミニシアター

## 碗presentsイベント
- 2014年1月18日
『Monodrama7～7人による7つのおはなし～』碗アトリエ
- 2015年1月24日
『物語全集1』碗アトリエ
- 2016年1月30日
『物語全集2』碗アトリエ
- 2017年1月28日
『物語全集3』碗アトリエ
- 2018年1月27日
『物語全集4』碗アトリエ
- 2018年3月24、25日
若手公演『Re:グリムド』
- 2019年3月23、24日
若手公演『JUGEMら』